# 女将カード
女将カード（おかみかーど）は、茨城県の観光キャンペーンの一環として制作された印刷物。
観光を盛り上げようと女将たちが茨城県とともに企画、茨城県古河市に本社を置くジャパンフリトレー株式会社とコラボする形で実現。2023年10月1日より「マイクポップコーン」のおまけとして発売している。茨城県ホテル旅館生活衛生同業組合員である旅館・ホテルのほか、県内小売店などで2023年12月31日まで販売される予定。2022年にも同様のカードが販売されたが、これは第2弾に当たる。
遊戯王やポケモンのカードをイメージしたカードは全部で28種類あり、それぞれのカードには
- 女将の名前と写真
- 勤務先の旅館・ホテルの名称
- 「嫣麗なる女帝 ジェントレストクイーン」「不思議な谷間の姫百合 ワンダーリリーオブザバレー」「純愛の舞姫 ダンスプリンセスオブロマンス」「純一無雑な蜜蜂 ハニービー」などの二つ名
- 「pt」という数値（事前に行ったアンケートをもとに女将の長所などを数値化）

が記載されている。
28種のうち1種はめったに出ない、いわゆるレアカードである（特典あり）。東京新聞水戸支局の鈴木智子は、ポップコーンを100袋購入したがレアカードを含む3種は手に入れていない。

## 反応・評価
大井川和彦知事は、2023年10月19日放送の『めざまし8』のなかで、「今回は当たりに当たってすごい人気になっていますよね、ネットでもずいぶんバズっているので若干驚くくらいの反響かなと思っております」「あでやかな女将が茨城県の旅館でお待ちしておりますので、全国の皆さんぜひおいでいただきたいなと思います」などとコメントした。
タレントの中川翔子は、自身がコメンテーターを務める『ひるおび』の2023年10月19日放送中、「これ女将バトルとかできたら楽しそう」などと話した。